# Апология истории
«Апология истории, или Ремесло историка» (фр. Apologie pour l'histoire ou Métier d'historien) — книга французского историка-анналиста Марка Блока, написанная в 1941 году и оставшаяся незаконченной. Была впервые опубликована в 1949 году, после смерти автора. Блок здесь обосновывает историко-антропологический метод исследования, противопоставляя позитивизму (описанию фактов) концепцию «истории-проблемы», связанную в первую очередь с человеческой психикой.

## История текста
Блок работал над «Апологией истории» в последние годы своей жизни, во время Второй мировой войны, когда он из-за немецкой оккупации потерял возможность преподавать в Сорбонне и заниматься историческими исследованиями, утратил библиотеку, был вынужден оставить Париж. Даже жизнь учёного, еврея и патриота Франции, оказалась под угрозой; к тому же в какой-то момент Блок примкнул к Сопротивлению.
В этих условиях работа над эссе об исторической науке обрела для учёного особую важность. С одной стороны, Блок пытался «найти немного душевного спокойствия»; с другой, создавая «Апологию», он искал ответы на вечные вопросы, которые из-за побед нацизма стали особенно актуальными, — «Зачем нужна история» и «Надо ли думать, что история нас обманула?».
О том, как протекала работа над «Апологией истории», известно немногое.

## Восприятие и значение
Жак Ле Гофф в предисловии к «Королям-чудотворцам» Блока пишет, что в «Апологии истории» «среди черновых фрагментов, которые автор наверняка переписал бы для публикации, мелькают время от времени мысли исключительно глубокие и оригинальные».